# Joachim Kurpat
Joachim Kurpat (* 24. November 1941 in Grube Marga/Briesker Kolonie in Brandenburg) ist ein ehemaliger deutscher Fußballspieler im Mittelfeld. Er spielte für den SC Aktivist Brieske-Senftenberg in der DDR-Oberliga.

## Karriere
Kurpat spielte seit seiner Jugend bei seinem Heimatverein SC Aktivist Brieske-Senftenberg. Er debütierte für die erste Mannschaft in der Saison 1960 am 2. Oktober 1960, als er am 18. Spieltag gegen die BSG Rotation Leipzig in der 79. Minute für Horst Lehmann eingewechselt wurde. Zu seinem zweiten Saisonspiel kam er am 22. Spieltag. In der Saison 1961/1962 absolvierte Kurpat 14 Partien, davon die meisten in der Rückrunde. 1962/1963 waren es immerhin noch zwölf Einsätze. In diesen erzielte er drei Tore. Sein erstes war ihm am 9. September 1962 gegen den SC Motor Jena gelungen; dennoch verlor Brieske-Senftenberg mit 4:1. 1963 wechselte Kurpat zum SC Cottbus, der in der zweitklassigen DDR-Liga spielte. Bereits in seiner ersten Saison 1963/64 kam er auf 30 Einsätze und schoss beachtliche acht Tore. Auch in den folgenden Spielzeiten war er als Stammspieler gesetzt und absolvierte viele Partien. Nachdem die Fußballabteilung des SC Anfang 1966 ausgegliedert wurde, verblieb Kurpat bei der neu gegründeten BSG Energie Cottbus. 1968/69 reichte es für ihn nur noch für 19 Spiele, danach war er nur noch sporadisch und meist nach Einwechslungen im Einsatz. Kurpat beendete seine Karriere Ende 1972.
In seinen letzten Jahr bei der BSG Energie Cottbus wirkte er bei der zweiten Mannschaft als Spielertrainer und 1973 kurzzeitig auch als Cheftrainer.